# 特里·麦克劳克林
特里·麦克劳克林（英語：Terry McLaughlin，1956年7月24日—），生于多伦多，加拿大男子帆船运动员。他曾代表加拿大参加1984年夏季奥林匹克运动会帆船比赛，获得一枚银牌。